# Gomphrena hatschbachiana
Gomphrena hatschbachiana är en amarantväxtart som beskrevs av Troels Myndel Pedersen. Gomphrena hatschbachiana ingår i släktet klotamaranter, och familjen amarantväxter. Inga underarter finns listade i Catalogue of Life.